# Musique kabyle

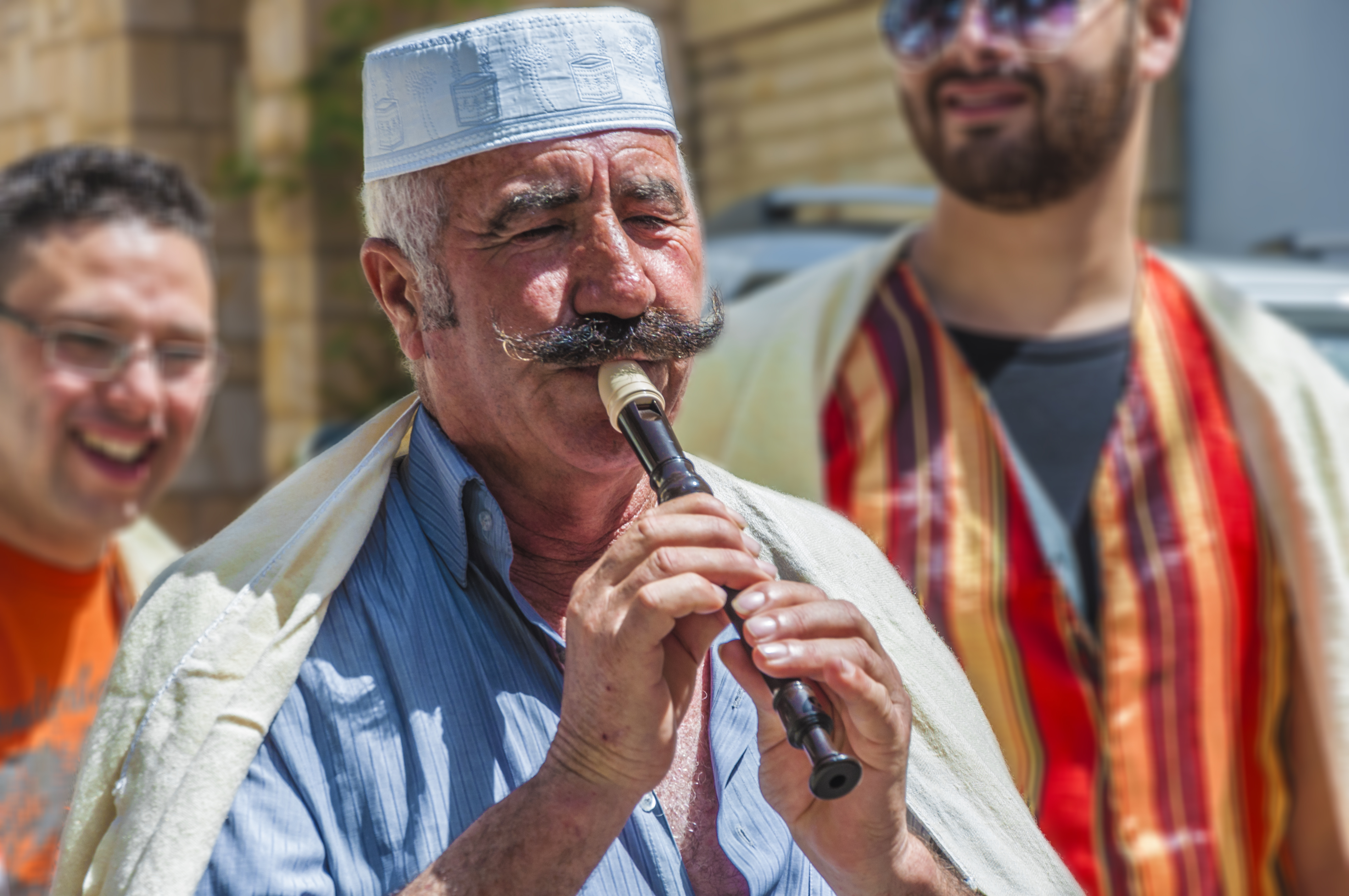
Flûte kabyle.

La musique kabyle, est une part de l'identité et de la culture kabyle, en Algérie. La musique traditionnelle de Kabylie est l'achewiq.
La musique et les artistes Kabyles bénéficient d'un certain rayonnement en Afrique du Nord, voire dans le monde arabe pour les chansons interprétées dans le registre arabo-andalou. Ainsi les Chaouis en Algérie et les Chleuhs au Maroc comprennent et écoutent la musique de Kabylie et les arabophones au Maroc, en Tunisie ou en Libye écoutent le chaâbi algérien.

## Achewiq

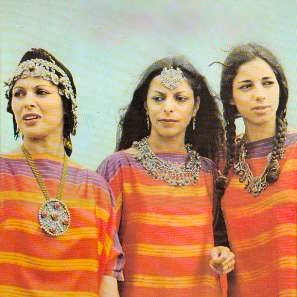
Groupe Djurdjura

Musique traditionnelle de Kabylie, souvent chantée par les femmes, aborde des thèmes divers. Le mot achwiq signifie en kabyle phrase. Style musical autrefois réservé aux femmes pour exprimer un sentiment de joie ou de deuil. Il est « chanté » sans instrument sous une forme mélodique.  L'achewiq peut être aussi une joute poétique, les thèmes abordés sont exprimés par des métaphores ou des images. Les personnes qui l’écoutent doivent comprendre le sens au-delà des vers. Sous cette forme de joute, ce style de chant est une sorte « d’échange » l'une par des interrogations, une autre par des affirmations.

## Musique actuelle
Il existe des chansons de style moderne qui sont souvent écoutées lors de festivités (mariages...). Ce genre de chansons est en fait le pur folklore kabyle dont la musique est désormais composée d'une façon plus  légère et soutenue par des instruments modernes, le synthétiseur essentiellement, et dont les paroles abordent l'amour au premier lieu en tentant de rompre les tabous ancrés dans la société berbère notamment sur les relations amoureuses des jeunes (ce qui amène les chanteurs à user de duo homme femme) et qui sont l'œuvre d'artistes comme Mohamed Allaoua. Actuellement[Quand ?] ce genre de musique connait une expansion et est écouté en dehors des zones berbérophones en Algérie.
Les années 1970 ont vu naître plusieurs groupes artistiques qui se réclamaient de la musique moderne. associés à la chanson contestataire ; ces groupes et chanteurs ont su introduire des instruments modernes comme la guitare folk, classique, électrique, piano, etc.
parmi ces groupes, on peut citer : inaslyen, idheflawen, inemlayen, debza, imnayen, les abranis, etc.
D'autres chanteurs ont également marqués cette période par les revendications politiques qu'ils apportaient mais aussi par une ouverture artistique nouvelle qui a révolutionné la mentalité kabyle. Parmi ces chanteurs on peut citer l'un des plus connus en Algérie mais aussi dans le monde : Idir qui est devenu le symbole de la chanson moderne kabyle notamment grâce à sa chanson phare A Vava Inouva qui a été traduite dans plusieurs langues mais aussi syphax, Djamel Allam.
Actuellement[Quand ?], la scène artistique kabyle est très diversifiée. On y trouve de la chanson contestataire, du rap  ainsi que de la musique purement commerciale qui trouve son public parmi les jeunes qui sont de plus en plus désœuvrés, et de la variété qui mêle romantisme, société et vie de tous les jours. les chanteurs les plus en vue sont, entre autres : Ali Amran, Oulahlou, Zimu, Si Moh, Brahim Tayeb, Cheikh Sidi Bémol, etc.

## Interprètes

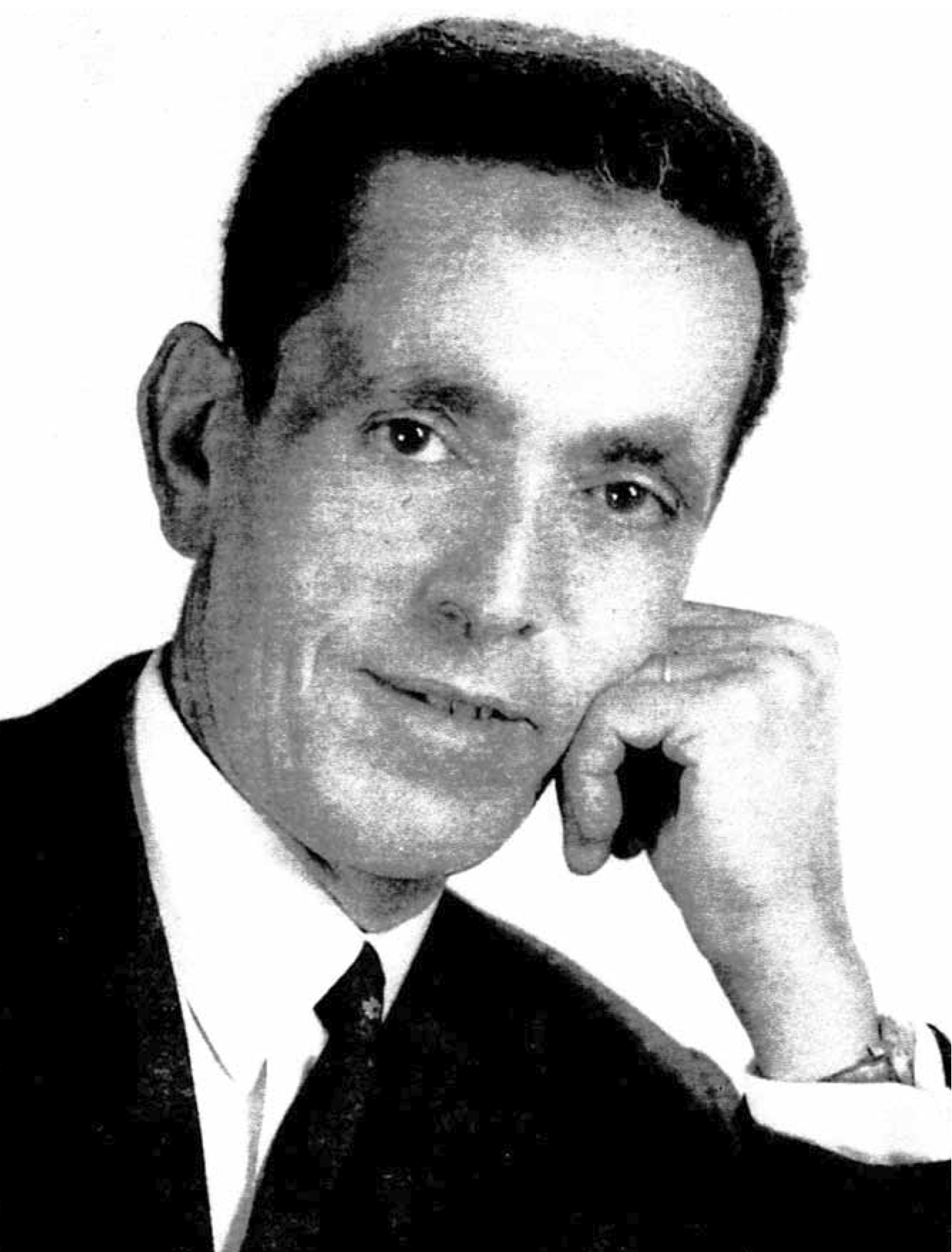
Le chanteur et poète Slimane Azem

En Algérie la variété kabyle (moderne ou traditionnelle) est l'une des plus importantes, de nombreux chanteurs peuvent être cités, parmi eux : Les Abranis - Lounis Aït Menguellet - Djamel Allam - Rabah Asma - Cherif Kheddam - Slimane Azem - Salah Sadaoui - Nouara - Yasmina -  - Cheikh Sidi Bémol - DjurDjura - Oul Lahlou - Ferhat Mehenni - Cheikh El Hasnaoui - Idir - Kamel Messaoudi - Brahim Izri - Lounès Khaloui - Lounès Matoub - Noureddine Meziane - Noureddine Chenoud - Ideflawen - Tagrawla - Taÿfa.

## Musique Diwane Gnawa
La musique Diwane semble presque inexistante en Kabylie, car pratiquement aucun intérêt n'a été porté à son égard.
Cependant pour retrouver la musique afro-kabyle la plus marquée, il faut se rendre dans les loges secrètes, ou Mordjana de derdeba (Kumania), où se déroulent les soirées diwane aux chants soudanais (Haoussa, bambara, foulani…) et arabo-berbère.
Ces loges existent partout en Algérie et sont souvent occultées par les personnes externes à la confrérie noire.
Les noirs des confréries de Kabylie sont rattachés directement à celle d'Alger. Dans la commune de Aïn El Hammam, il y a des familles ayant encore des rapports avec la confrérie de Sidi Bilal, bien que, à force de se métisser, la blancheur de peau ait pris le dessus.
Certains noirs en Kabylie ont des liens avec des marabouts locaux qu'ils vénèrent, et vont jusqu'à exercer leur culte dans la Zaouia même du saint (Zaouia de Sidi Beloua par exemple).
Enfin, la forme de musique afro-maghrébine la plus populaire en Kabylie s'est faite par le biais de musiciens-danseurs de rues : baba-salem ou Akli Wuzzul (esclave du soleil brulant).
Un Baba-Salem peut avoir une réelle place dans la société kabyle, c'était le cas de Baba Kara  à Tizi-Ouzou, qui était musicien mais aussi guérisseur très réputé et sollicité par la population.